# 锡南革命烈士陵园
31°26′42″N 120°15′09″E / 31.44507°N 120.25247°E
锡南革命烈士陵园，位于中华人民共和国江苏省无锡市滨湖区雪浪街道南泉村塘洚山，是无锡市文物保护单位。

## 特点
1985年4月，由无锡县人民政府修建。2005年，滨湖区政府将散置于大浮、扬名、华庄等地的革命烈士墓迁移至园内，共有108位烈士墓。2003年3月，陵园被滨湖区委公布为滨湖区爱国主义教育基地。2016年，无锡市人民政府公布其为无锡市文物保护单位。